# Christopher Knopf
Christopher Knopf (geboren am 20. Dezember 1927 in New York, New York, USA; gestorben am 13. Februar 2019 in Santa Monica, Kalifornien, USA) war ein US-amerikanischer Drehbuchautor.

## Leben und Werk
Christopher Knopf war der Sohn des Regisseurs und Produzenten Edwin H. Knopf und dessen Frau Mildred. Nach dem Schulabschluss begann er an der UCLA zu studieren, brach aber ab, um zum Militär zu gehen. Während es in seinem Nachruf heißt, er habe im Zweiten Weltkrieg gedient, schrieb er selbst in seiner Autobiografie, dass er erst nach dem Krieg bei der United States Air Force und dort im Büro tätig war. Das Who’s Who von 1976 gibt ebenfalls den Zeitraum von 1946 bis 1947 an. Nach dem Militärdienst setzte er sein Studium in Berkeley fort und schloss 1950 in Englischsprachiger Literatur ab.
Danach ging er zu Metro-Goldwyn-Mayer, wo sein Vater tätig war, kam aber erst 1955 mit Des Königs Dieb zu seinem ersten Drehbuch. Nach wenigen Jahren bei Columbia Pictures ging er Ende der 1950er Jahre zum Fernsehen. Bald war er unter Vertrag bei Four Star Television und traf dort auf andere junge Drehbuchautoren wie Sam Peckinpah, Aaron Spelling, Bruce Geller, Richard Alan Simmons und Gene Roddenberry, mit dem er bis zu dessen Tod 1991 eng befreundet war. Bei Four Star arbeitete er für Serien wie Josh, Trackdown, Abenteuer im wilden Westen, Kein Fall für FBI, Westlich von Santa Fé, June Allyson Show oder Heute Abend Dick Powell. Zuletzt schrieb er die Drehbücher für den Pilotfilm und die zweite Folge der Serie Big Valley, nachdem ihm zugesichert worden war, dass dafür der Vertrag mit Four Star aufgelöst wurde – er kam mit dem neuen Vorsitzenden Tom McDermott nicht zurecht. Danach schrieb er für Fernsehserien wie Stationsarzt Dr. Kildare oder Walt Disneys bunte Welt. Er entwickelte die Serien Der Marshall von Cimarron, Big Shamus, Little Shamus und Endstation Gerechtigkeit und war mit Ausnahme von Big Shamus, Little Shamus auch in deren Produktion involviert. Zudem schrieb er die Drehbücher für mehrere Fernsehfilme und wenige Kinofilme wie Männer des Gesetzes oder Ein Zug für zwei Halunken, über dessen Geschichte er später auch einen Roman schrieb.
Christopher Knopf war ab 1950 in der Writers Guild of America (WGA) aktiv. Von 1965 bis 1967 war er der Präsident der WGA West, der erste Fernsehautor, der diesen Posten einnahm. Danach war er für zwei Jahre Vorsitzender der Guild sowie Vizepräsident der International Affiliation of Writers Guilds.
Christopher Knopf war mehrmals verheiratet, zuletzt seit 1975 mit Lorraine Davies. Er hatte zwei Söhne und eine Tochter aus den vorherigen Ehen. Er starb am 13. Februar 2019 an einer Herzinsuffizienz.

## Filmografie (Auswahl)

### Filme
- 1955: Des Königs Dieb (The King’s Thief)
- 1957: Die Bestie aus dem Weltenraum (20 Million Miles to Earth)
- 1957: Der große Fremde (The Tall Stranger)
- 1958: Joy Ride
- 1960: Die Unerbittlichen (Hell Bent for Leather)
- 1973: Der eiskalte Tod (A Cold Night’s Death, Fernsehfilm)
- 1973: Ein Zug für zwei Halunken (Emperor of the North)
- 1974: Mrs. Sundance (Fernsehfilm)
- 1975: Männer des Gesetzes (Posse)
- 1977: Scott Joplin
- 1977: Die Chorknaben (The Choirboys)
- 1981: Peter and Paul (Fernsehfilm)
- 1984: Johannes Paul II. – Sein Weg nach Rom (Pope John Paul II, Fernsehfilm)
- 1985: Nicht meine Tochter (Not My Kid, Fernsehfilm)
- 1987: Prison for Children (Fernsehfilm)

### Fernsehserien
- 1957: Casey Jones, der Lokomotivführer (Casey Jones, Folge 1x11)
- 1958: Alcoa Theater (2 Folgen)
- 1958: Josh (Wanted: Dead Or Alive, 2 Folgen)
- 1958–59: Trackdown (6 Folgen)
- 1958–61: Abenteuer im wilden Westen (Dick Powell’s Zane Grey Theater, 8 Folgen)
- 1959: Kein Fall für FBI (The Detectives, Folge 1x02)
- 1960: Westlich von Santa Fé (The Rifleman, Folge 2x22)
- 1960: Der Texaner (The Texan, Folge 2x36)
- 1960–61: The Rebel (3 Folgen)
- 1960–61: June Allyson Show (The DuPont Show with June Allyson, 3 Folgen)
- 1961–63: Heute Abend Dick Powell (The Dick Powell Show, 5 Folgen)
- 1965: Big Valley (The Big Valley, 2 Folgen)
- 1965: Stationsarzt Dr. Kildare (Dr. Kildare, 2 Folgen)
- 1967–68: Der Marshall von Cimarron (Cimarron Strip, 23 Folgen)
- 1979–81: Big Shamus, Little Shamus (10 Folgen)
- 1986: Walt Disneys bunte Welt (The Disney Sunday Movie, Folge 30x05)
- 1988: CBS Summer Playhouse (Folge 2x15)
- 1990–91: Endstation Gerechtigkeit (Equal Justice, 26 Folgen)

## Auszeichnungen und Nominierungen
Christopher Knopf gewann drei WGA Awards, nämlich 1959 einen für die Folge Interrogation aus der Serie Abenteuer im wilden Westen, 1961 einen für die Folge Death of the Temple Bay aus der The DuPont Show with June Allyson und 1978 für den Film Scott Joplin. Zudem erhielt er für sein Engagement bei der WGA 1991 den Morgan Cox Award und 2002 den Edmund H. North Award. Er wurde nach eigenen Angaben weitere fünf Mal für einen WGA Award nominiert, andere Medien schreiben von sieben.
Zweimal wurde er für einen Emmy Award nominiert. Die erste Nominierung war 1959 in der Kategorie Bestes Drehbuch in einer einzelnen Folge einer dramatischen Serie für die Folge The Loudmouth aus der Serie Alcoa Theatre. 1986 wurde er in der Kategorie Hervorragendes Kinderprogramm für die Folge The Girl Who Spelled Freedom aus der Serie Walt Disneys bunte Welt nominiert.
Außerdem erhielt er einen Edgar Allan Poe Award für Der eiskalte Tod, einen Christopher Award für die Folge The Girl Who Spelled Freedom von Walt Disneys bunte Welt, einen NAACP Image Award als Coproduzent von Endstation Gerechtigkeit, und er war mit Nicht meine Tochter für einen Humanitas-Preis nominiert.

## Werke
- Will the Real Me Please Stand Up. BearManor Media, Albany 2010, ISBN 1-59393-525-0 (englisch, Biografie).
- Remains To Be Seen. BearManor Media, Duncan 2013, ISBN 978-1-59393-747-8 (englisch, Roman).
- Emperor of the North. BearManor Media, Duncan 2016, ISBN 978-1-59393-899-4 (englisch, Roman).